# Filmografia de Catherine Zeta-Jones

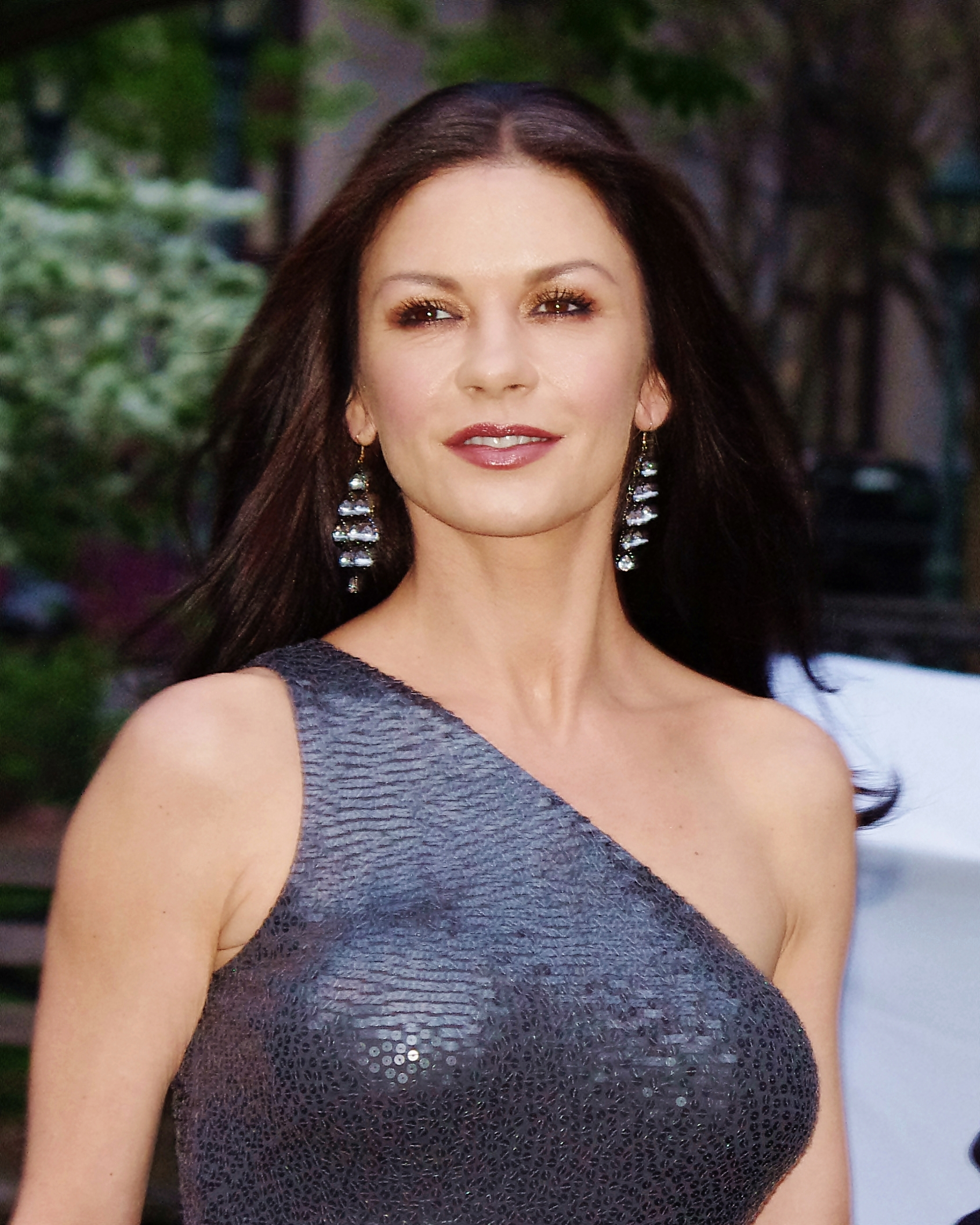
Catherine Zeta-Jones durante o Festival de TriBeCa de 2012.

Catherine Zeta-Jones, CBE é uma atriz galesa cuja carreira cinematográfica abrange participações em mais de 27 filmes, 8 produções televisivas e 8 produções teatrais. Uma das atrizes mais aclamadas de sua geração, Zeta-Jones é vencedora de 19 premiações de 32 indicações recebidas ao longo de sua carreira. Seu primeiro papel teatral foi com o musical londrino Annie em 1978, seguido por outras atuações em musicais do West End, como Bugsy Malone e The Pajama Game.
Sua estreia no cinema deu-se em 1990 através do filme de fantasia franco-italiano 1001 Nights, após o qual Zeta-Jones alcançou maior popularidade entre o público britânico e passou a estrelar a série televisiva The Darling Buds of May (1991-1993) - a série de maior audiência no país à época. Contudo, temendo prender-se ao estereótipo de par romântico, Zeta-Jones mudou-se para Los Angeles, atingindo sucesso ao interpretar papéis atraentes, como em The Mask of Zorro (1998) - onde contracenou com Antonio Banderas - e no suspense Entrapment (1999). O primeiro rendeu-lhe uma indicação ao Prêmio Saturno de Melhor Atriz Secundária. Em 2002, contracenou com Renée Zellweger e Richard Gere no aclamado musical Chicago, que rendeu-lhe um Óscar de Melhor Atriz Coadjuvante e outros vários prêmios. Como a atriz britânica de maior salário em Hollywood, Zeta-Jones contracenou com George Clooney na comédia romântica Intolerable Cruelty (2003), com Tom Hanks em The Terminal (2004) e interpretou uma agente da Europol em Ocean's Twelve (2004). No ano seguinte, voltou a viver a personagem Eléna de La Vega na sequência The Legend of Zorro, que não alcançou o sucesso comercial esperado.
No fim da década de 2000, Zeta-Jones reduziu consideravelmente seu ritmo de trabalho. Após mais de três anos de hiato, a atriz estrelou a comédia Lay the Favorite, a comédia musical Rock of Ages e a comédia romântica Playing for Keeps em 2012, sendo que nenhum dos três filmes alcançou relativo sucesso comercial ou de crítica. Em 2013, Zeta-Jones viveu uma misteriosa psiquiatra no aclamado suspense Side Effects (2013), mais uma de suas colaborações com Steven Soderbergh, e co-estrelou a comédia de ação Red 2. Após outro período sabático, a atriz estrelou o filme britânico Dad's Army (2016), baseado na série televisiva homônima.

## Filmografia

### Cinema
| Ano  | Título original                     | Papel                     | Diretor                     | Ref.   |
| ---- | ----------------------------------- | ------------------------- | --------------------------- | ------ |
| 1990 | 1001 Nights                         | Sheherazade               | Philippe de Broca           | [ 22 ] |
| 1992 | Christopher Columbus: The Discovery | Beatriz Enríquez de Arana | John Glen                   | [ 23 ] |
| 1993 | Splitting Heirs                     | Kitty Farrant             | Robert Young                | [ 24 ] |
| 1995 | Blue Juice                          | Chloe                     | Carl Prechezer              | [ 25 ] |
| 1996 | The Phantom                         | Sala                      | Simon Wincer                | [ 26 ] |
| 1998 | The Mask of Zorro                   | Eléna Montero             | Martin Campbell             | [ 27 ] |
| 1999 | Entrapment                          | Virginia Baker            | John Amiel                  | [ 28 ] |
| 1999 | The Haunting                        | Theodora                  | Jan de Bont                 | [ 29 ] |
| 2000 | High Fidelity                       | Charlie Nicholson         | Stephen Frears              | [ 30 ] |
| 2000 | Traffic                             | Helena Ayala              | Steven Soderbergh           | [ 31 ] |
| 2001 | America's Sweethearts               | Gwen Harrison             | Joe Roth                    | [ 32 ] |
| 2002 | Chicago                             | Velma Kelly               | Rob Marshall                | [ 33 ] |
| 2003 | Sinbad: Legend of the Seven Seas    | Marina (voz)              | Tim Johnson Patrick Gilmore | [ 34 ] |
| 2003 | Intolerable Cruelty                 | Marilyn Rexroth           | Irmãos Coen                 | [ 35 ] |
| 2004 | The Terminal                        | Amelia Warren             | Steven Spielberg            | [ 36 ] |
| 2004 | Ocean's Twelve                      | Isabel Lahiri             | Steven Soderbergh           | [ 37 ] |
| 2005 | The Legend of Zorro                 | Eléna de La Vega          | Martin Campbell             | [ 38 ] |
| 2007 | No Reservations                     | Kate Armstrong            | Scott Hicks                 | [ 39 ] |
| 2007 | Death Defying Acts                  | Mary McGarvie             | Gillian Armstrong           |        |
| 2009 | The Rebound                         | Sandy                     | Bart Freundlich             |        |
| 2012 | Lay the Favorite                    | Tulip Heimowitz           | Stephen Frears              |        |
| 2012 | Rock of Ages                        | Patricia Whitmore         | Adam Shankman               | [ 40 ] |
| 2012 | Playing for Keeps                   | Denise                    | Gabriele Muccino            | [ 41 ] |
| 2013 | Broken City                         | Cathleen Hostetler        | Allen Hughes                | [ 42 ] |
| 2013 | Side Effects                        | Drª. Victoria Siebert     | Steven Soderbergh           | [ 43 ] |
| 2013 | Red 2                               | Katja Petrokovich         | Dean Parisot                | [ 44 ] |
| 2016 | Dad's Army                          | Rose Winters              | Oliver Parker               | [ 21 ] |